# Hydrolaetare caparu
Espèce
Statut de conservation UICN

 DD  : Données insuffisantes
Hydrolaetare caparu est une espèce d'amphibiens de la famille des Leptodactylidae.

## Répartition
Cette espèce est endémique de Bolivie. Elle se rencontre vers 160 m d'altitude dans la province de José Miguel de Velasco dans le Département de Santa Cruz,.

## Publication originale
- Jansen, Álvarez & Köhler, 2007 : New species of Hydrolaetare (Anura, Leptodactylidae) from Bolivia with some notes on its natural history. Journal of Herpetology, vol. 41, no 4, p. 724-732.